# NGC 1964
NGC 1964 ist eine Balken-Spiralgalaxie ausgeprägten Spiralarmen vom Hubble-Typ SBb im Sternbild Hase am Nordsternhimmel. Sie ist schätzungsweise 67 Millionen Lichtjahre von der Milchstraße entfernt und hat einen Durchmesser von etwa 130.000 Lichtjahren. 

Die Galaxie ist Namensgeberin der NGC 1964-Gruppe, zu der weiterhin NGC 1979, IC 2130 und IC 2137 gehören.
Das Objekt wurde am 20. November 1784 von William Herschel entdeckt.